# Jämthund
Lo jämthund è un cane da caccia originario del Nord Europa appartenente al gruppo degli Spitz ed è il cane nazionale della Svezia.

## Origini
Si tratti di una razza molto antica, derivata da un ceppo di Spitz da caccia, portati in Scandinavia al tempo dei primi insediamenti tribali, che hanno poi dato origine a due razze di cani da caccia che presentano una livrea simile a quella del lupo. La prima razza a essere identificata, nel 1877, fu quella di dimensioni inferiori che i norvegesi chiamarono norsk elghund. Gli Spitz di dimensioni maggiori, che erano diffusi nelle zone di Jämtland e Härjedalen, non rientravano però negli standard di razza dell'elghund per diversi parametri, principalmente legati alle dimensioni, e il Svenska Kennelklubben (Kennel Club svedese) riconobbe questo tipo di cane più grande come una razza a parte nel 1946, chiamandola appunto jämthund.

## Caratteristiche fisiche
In tempi antichi lo Jämthund veniva utilizzato principalmente per la caccia all'alce, all'orso e alla lince, per questo si tratta di un cane particolarmente robusto e resistente. L'altezza ideale al garrese è di 61 cm per i maschi e 56 cm per le femmine (con una variabile accettata di più o meno 4 cm), il corpo è forte ma non eccessivamente grosso.
Il pelo, nei toni del grigio, risulta più lungo sul collo, sulla coda e nella parte posteriore degli arti. Sul muso, sulle guance e sopra agli occhi si riconoscono delle chiazze color crema, tipiche della livrea del lupo.